# Бенджамін Гофф
Бенджамін Гофф (англ. Benjamin Hoff; нар. 1946) — американський письменник. Насамперед відомий як автор книги «Дао Вінні-Пуха» (1982) та «Де Пацика» (1992). 2006 року осудив книжкову індустрію та оголосив про свою відмову писати. 1988 року книга під назвою «Співучий струмок, де верби ростуть» здобула Американську книжкову премію.

## Біографія
Народився 1946 року в Орегоні, США. Своє дитинство провів у Портленді (район Сильван-Хайлендс), де й розвинув свою любов до природи, що мала вирішальний вплив на його пьсьменницьку діяльність. Спочатку здобував шкільну освіту у Сильвані, але згодом став учнем старших класів у Бенсонській політехнічній середній школі та Середній школі імені Лінкольна в Портленді. Вищу освіту здобував в Університеті Орегона та Школі мистецтв Портлендського музею (нині Тихоокеанський північно-західний коледж мистецтв). 1973 року отримав ступінь бакалавра з азійського мистецтва в Коледжі Вічнозеленого штату, Олімпія, Вашингтон.
Гофф також вивчав архітектуру, музику, витончені мистецтва, графічний дизайн та азійську культуру, зокрема отримав сертифікат, що підтверджує його рівень з японської чайної церемонії, протягом двох років стажувався та навчався методам японської санітарної обрізки дерев. Окрім того, протягом чотирьох років займався бойовим мистецтвом тайцзіцюань, а також рік свого життя присвятив вивченню ціґун, стародавнього китайського мистецтва саморегуляції енергії ці. Перш ніж розпочати свою письменницьку кар'єру, йому доводилося працювати обрізувальником дерев, реставратором антикваріату, санітаром у лікарні, журналістом-розслідувальником, фотожурналістом, студійним музикантом, співаком та автором пісень. У 1960-х роках вклав свою лепту у створення рок-поп гурту United Travel Service. У вільний час практикує даоський ціґун та займається бойовим мистецтвом тайцзіцюань. Також із задоволенням грає на класичній гітарі, складає музику та робить фотографії природи.

## Кар'єра
Загалом, Бенджамін Гофф написав п'ять книжок: «Шлях до життя» (1981), «Будинок на скалі» (2002), «Співучий струмок, де верби ростуть» (1986), «Дао Вінні-Пуха» (1982) та «Де Пацика» (1992). Дві останні книги стали його найвідомішими творами, що розглядають принципи даосизму на прикладі персонажів Алана Александра Мілна. «Співучий струмок, де верби ростуть» — біографія Опал Вітлі, американської письменниці з Орегона. 2006 року Гофф опублікував на своєму вебсайті есей під назвою «Прощавай, авторство», у якому осудив книжкову індустрію та оголосив про свою відмову писати книжки.

## Переклади українською
- Бенджамін Гофф. Дао Вінні-Пуха. Принципи даосизму на прикладі найвідомішого у світі ведмедя. — К. : КМ-Букс, 2018. — 168 с. — ISBN 978-617-7498-34-5.